# Velká Kuš
Velká Kuš je přírodní rezervace poblíž obce Kadov v okrese Strakonice. Oblast spravuje Krajský úřad Jihočeského kraje.

## Flóra

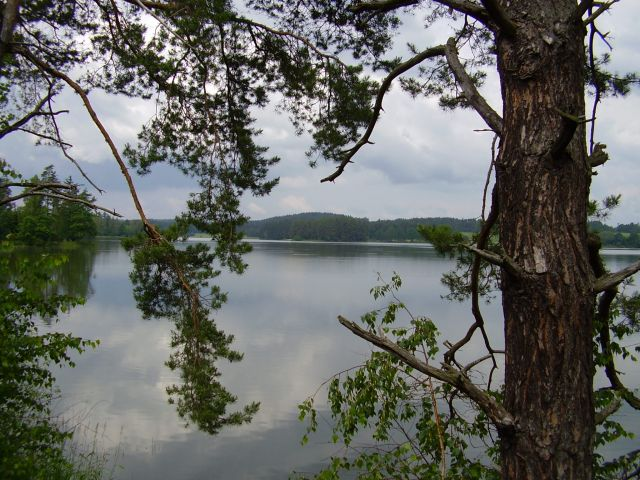
Rybník Velká Kuš

Důvodem ochrany je komplex balvanitých pastvin a přilehlých mokřadních luk, který je reprezentativní ukázkou typické krajiny Blatenska. Na lokalitě roste např. ostřice blešní (Carex pulicaris), kociánek dvoudomý (Antennaria dioica), mochna bahenní (Potentilla palustris), suchopýr úzkolistý (Eriophorum angustifolium), tolije bahenní (Parnassia palustris), prstnatec májový (Dactylorhiza majalis), ptačinec bahenní (Stellaria palustris), čertkus luční (Succisa pratensis), kozlík dvoudomý (Valeriana dioica) a mnohé další.